# Szabolcs Sáfár
Szabolcs Sáfár (Hungría, 20 de agosto de 1974), exfutbolista húngaro, con nacionalidad austríaca. Jugaba de portero y su primer equipo el Vasas SC. Actualmente es entrenador de porteros del SV Horn.

## Selección nacional
Ha sido internacional con la selección de fútbol de Hungría, ha jugado 14 partidos internacionales.

### Participaciones en torneos internacionales
| Torneo                           | Sede           | Resultado    |
| -------------------------------- | -------------- | ------------ |
| Juegos Olímpicos de Atlanta 1996 | Estados Unidos | Primera fase |

## Clubes

### Como jugador
| Club              | País    | Año       |
| ----------------- | ------- | --------- |
| Vasas SC          | Hungría | 1990-1997 |
| Red Bull Salzburg | Austria | 1997-2003 |
| Spartak Moscú     | Rusia   | 2003      |
| Austria Viena     | Austria | 2003-2011 |
| Wacker Innsbruck  | Austria | 2011-2014 |
| SC Ritzing        | Austria | 2014-2017 |
| SK Wullersdorf    | Austria | 2017      |

### Como entrenador
| Club                    | País    | Año       |
| ----------------------- | ------- | --------- |
| Austria Viena (Cantera) | Austria | 2015-2018 |
| Austria Viena           | Austria | 2019-2020 |
| Wacker Innsbruck        | Austria | 2020-2022 |
| SV Horn                 | Austria | 2022-Act. |

- Datos: Q78625
- Multimedia: Szabolcs Sáfár / Q78625